# Estação Queen's Park (TTC)
Queen's Park é uma estação do metrô de Toronto, localizada na secção University da linha Yonge-University-Spadina. Localiza-se no cruzamento da University Avenue com a College Street, e ao sul do Queen's Park. Queen's Park não possui um terminal de ônibus/bonde integrado, e passageiros das linhas de superfície do Toronto Transit Commission que conectam-se com a estação precisam de um transfer para poderem transferirem-se da linha de superfície para o metrô e vice-versa. O nome da estação provém do Queen's Park, um parque localizado ao norte da estação.